# Łukasz Surma
Łukasz Surma (Cracovia, Polonia, 28 de junio de 1977) es un exfutbolista polaco que jugaba en la posición de centrocampista. Con un total de 559 partidos jugados, ostenta el récord de mayor número de minutos disputados en la Ekstraklasa.

## Carrera
Łukasz Surma inició su carrera en el Wisła Cracovia de su ciudad natal, fichando para el Ruch Chorzów en 1998. Después de cuatro años en el club silesio, donde jugaría 117 partidos y anotaría 6 goles, se trasladó al Legia de Varsovia de la capital polaca, ejerciendo como capitán del equipo durante cuatro años, además de ser convocado por la selección absoluta de Polonia en cinco ocasiones. Durante su estadía en la capital, se proclamó vencedor de la Ekstraklasa en la temporada 2005/06.
Posteriormente fichó por el Maccabi Haifa de la Liga Premier de Israel, aunque solo disputaría un partido con el club israelí, debido a que en ese mismo año fue cedido al Bnei Sakhnin FC, siendo titular habitual y ayudando al equipo a finalizar el campeonato en tercera posición. Tras un breve paso en el FC Admira Wacker Mödling de la Bundesliga austríaca, regresó a Polonia para jugar en el Lechia Gdańsk, retirándose definitivamente en el Ruch Chorzów en 2017.
Como entrenador, Surma debutó en las categorías inferiores del Wisła Cracovia, pasando a dirigir en solitario al Soła Oświęcim durante la temporada 2018/19. Un año más tarde firmó por dos años con el Garbarnia Cracovia de la II Liga. De 2022 a 2023 fue entrenador del Stal Stalowa Wola.

## Palmarés
Legia de Varsovia
- Ekstraklasa (1): 2005/06

Maccabi Haifa FC
- Copa Toto (1): 2007/08